# 7-甲基-1,5,7-三氮杂双环［4.4.0］癸-5-烯
7-甲基-1,5,7-三氮杂双环[4.4.0]癸-5-烯（mTBD）是一种桥环胍基强碱，在乙腈中pKa = 25.43，在四氢呋喃中pKa = 17.9。

## 制备
标题化合物可由1,5,7-三氮杂双环[4.4.0]癸-5-烯的锂盐和氯甲烷反应得到；或以碳酸二甲酯为甲基化试剂进行制备。

## 性质及用途
7-甲基-1,5,7-三氮杂双环[4.4.0]癸-5-烯可以和一些金属化合物（如碘化亚铜等）反应，生成相应的配位化合物。
它和其它1,5,7-三氮杂双环［4.4.0］癸-5-烯及胍类超碱一样，可以被用作一些化学反应的催化剂。它可以和二氧化碳反应，可用于碳捕集与封存。
它可以和一些酸反应，生成离子液体，并可用于纤维素的溶解。